# IC 2724
IC 2724 је елиптична галаксија у сазвјежђу Лав која се налази на листи објеката дубоког неба у Индекс каталогу.
Деклинација објекта је + 10° 43' 2" а ректасцензија 11h 19m 48,4s. Привидна величина (магнитуда) објекта IC 2724 износи 15,9 а фотографска магнитуда 16,9. IC 2724 је још познат и под ознакама NPM1G +10.0255, PGC 3091274.